# Mijaíl Volojov

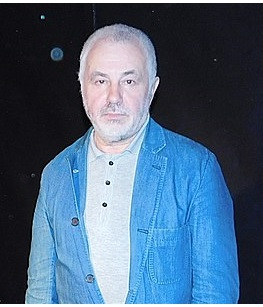

Mijaíl Ígorievich Volojov (en ruso: Михаил Игоревич Волохов) (n. 28 de enero de 1955) es un dramaturgo y teórico del teatro de origen ruso. Es más conocido por su influencia en el teatro del absurdo.

## Biografía
Se graduó de la Universidad Bauman en 1979. De 1981 a 1985 trabajó como ingeniero de sonido en el Teatro Académico de Drama Lermontov.
En 1987 se trasladó a Francia, donde ganó reconocimiento en el mundo literario y teatral.
Desde 1996 ha vivido principalmente en Rusia. Es de nacionalidad rusa y francesa.

## Familia
Tiene una hija, MARIA VOLOKHOV, nacida en 1987.
https://www.youtube.com/channel/UCvKzQwDivTHmbibGw4SEdDw/videos
Aquí sus siete canciones: 1)AVENUE DE LA PLAGE 2)PIQNIQ 3)BARBIE 4)GTA 5)VENUS 6)SEA SEX FUN 7)RÊVE.

## Obras de Teatro
- Igra v Zhmuriki
- Rublevskoye Safari Naj
- Lesbianochki Shuma Tsunami
- I v Parizh
- Byshka Chikatilo
- Neporochnoye Zachatie
- Veliki Uteshitel
- Diogen Aleksandr Korinf
- Kilimandzharo na Gubaj Tvoij
- Goly Sneg Nebrezhno Nezhny
- Kompanonka
- Sorok Vosmoi Gradus Solnechnoi Shiroty
- Puli v Shokolade
- Palach Yego Velichestva
- La nature (Cuento de hadas)
- Krasny Tiulpan i Proshlogodni Dubovy Listik (Cuento de hadas)